# Thelephoraceae
Thelephoraceae là một họ nấm trong bộ Thelephorales. Nhóm nấm này có tên thông dụng là "tai đất da" trong tiếng Anh.